# Over-the-top
Медіапослуга over-the-top (англ. Over-the-top media service, скорочено OTT) — це послуга потокового мультимедіа, пропонується безпосередньо глядачам через Інтернет, оминаючи платформи кабельного, ефірного та супутникового телебачення — компанії, які традиційно виступають контролером або розповсюджувачем такого контенту. Також використовувався для опису мобільних телефонів, які не мають блокування від оператора, де весь зв'язок оплачується як «наперед», уникаючи монополістичної конкуренції, або додатків для телефонів, які передають дані таким чином, включаючи обидва, які замінюють інші методи виклику та ті, що оновлюють програмне забезпечення.
Цей термін є найкращим синонімом послуг на основі передплати на замовлення відео (SVoD), які пропонують доступ до кіно- та телевізійного контенту (включаючи наявні серії, придбані в інших продюсерів, а також оригінальний контент, створений спеціально для послуги).
OTT також охоплює хвилю «худих» телевізійних послуг, які пропонують доступ до прямих потоків лінійних спеціальних каналів (платне телебачення), схожих на традиційного супутникового або кабельного телебачення, але транслюються через загальнодоступний Інтернет, а не через закриту приватну мережу з власним обладнанням, таким як приставки.
Доступ до найпопулярніших служб, як правило, здійснюється через вебсайти на персональних комп'ютерах, а також через програми на мобільних пристроях (таких як смартфони та планшети), цифрові медіаплеєри (включаючи відеоігрові приставки) або телевізори з інтегрованими платформами Smart TV.

## Визначення
У 2011 році Канадська комісія з питань телебачення і телекомунікацій (CRTC), канадський регулятор зв'язку, заявила, що «вважає, що доступ до Інтернету до програм, незалежних від об'єкта або мережі, призначених для його доставки (наприклад, через кабель або супутник), визначальна особливість того, що називають „надмірними“ послугами».
На відміну від систем доставки відео на вимогу, кабельного та IPTV, які є жорстко керованими мережами, де канали можна миттєво міняти, деякі служби OTT, такі як iTunes Store, вимагають спочатку завантажити відео, а потім відтворити, програвачі OTT, такі як Netflix, Hulu, Disney + та Amazon Prime Video, пропонують завантаження фільмів, яке починає відтворення до завершення завантаження (потокове передавання).
FCC класифікує послуги OTT на дві групи: розподільники багатоканального відеопрограмування (MVPD); та онлайн-розповсюджувачі відео (OVD).
Віртуальні MVPD включають такі різноманітні послуги, як AT&T TV, fuboTV, Sling TV, Hulu з Live TV та YouTube TV.
FCC визначив OVD як: будь-який об'єкт, який забезпечує програмування відео за допомогою Інтернету або іншого шляху передачі, заснованого на Інтернет-протоколі (IP), де шлях передачі надається особою, відмінною від OVD. OVD не включає MVPD всередині свого відбитка MVPD або MVPD настільки, наскільки він пропонує онлайн-програмування відео як компонент підписки на MVPD для клієнтів, будинки яких знаходяться в його сліді MVPD.

## Передумови
Під час мовлення надмірний (OTT) вміст — це аудіо, відео та інший мультимедійний вміст, що доставляється через Інтернет, без участі оператора декількох систем (MSO) у контролі або розповсюдженні вмісту. Інтернет-провайдер може знати про вміст пакетів Інтернет-протоколу (IP), але не несе відповідальності та не може контролювати можливості перегляду, авторські права та/або інший перерозподіл вмісту. Ця модель контрастує з придбанням або прокатом відео- чи аудіовмісту у постачальника послуг Інтернету (ISP), наприклад, платного телебачення, відеозапису на замовлення та Інтернет-телебачення (IPTV). OTT стосується вмісту третьої сторони, який доставляється кінцевому користувачеві, при цьому ISP просто транспортує IP-пакети.

## Види вмісту
Телебачення OTT, яке зазвичай називають Інтернет-телебаченням або Інтернет-телебаченням чи потоковим телебаченням, залишається найпопулярнішим вмістом OTT. Цей сигнал приймається через Інтернет або через мобільну телефонну мережу, на відміну від прийому телевізійного сигналу від наземного мовлення або супутника. Доступ контролюється розповсюджувачем відео за допомогою програми або окремого ключа чи коробки OTT, підключеного до телефону, ПК або смарт-телевізора. До середини 2017 року 58 відсотків домогосподарств США отримали б доступ до нього протягом певного місяця, а доходи від реклами від каналів OTT перевищили доходи від плагінів веббраузера.
Рекорд одночасних користувачів, які переглядають подію OTT — 18,6 мільйона встановлений індійською платформою потокового відео Hotstar від Disney.
Листування OTT визначаються як послуги обміну миттєвими повідомленнями або онлайн-чат, що надаються третіми сторонами, як альтернатива послугам обміну текстовими повідомленнями, надаються оператором мобільної мережі. Прикладом може служити мобільний додаток WhatsApp, що належить Facebook, який замінює текстові повідомлення на смартфонах, підключених до Інтернету. Інші постачальники обміну повідомленнями OTT включають Viber, WeChat, Apple Messages, Skype, Telegram та Google Allo, що вже не існує.
Голосові дзвінки OTT, які зазвичай називають VoIP, наприклад Skype, WeChat, Viber та WhatsApp, використовують відкриті протоколи Інтернет-зв'язку, щоб замінити та інколи покращити існуючі контрольовані оператором послуги, пропоновані операторами мобільних телефонів.[джерело?]

## Режими доступу
Споживачі можуть отримати доступ до вмісту OTT через підключені до Інтернету пристрої, такі як телефони (включаючи мобільні пристрої типу Android, iOS та Windows Phone), смарт-телевізори (наприклад, Google TV та Channel Plus від LG Electronics), приставки (такі як Apple TV, Nvidia Shield, Fire TV та Roku), ігрові консолі (такі як PlayStation 4, Wii U та Xbox One), планшети, настільні та портативні комп'ютери. Станом на 2019 рік користувачі Android та iOS складають понад 45 % загальної аудиторії потокового вмісту OTT, тоді як 39 % користувачів використовують Інтернет для доступу до вмісту OTT.

## Подальше читання
- FCC Adopts 15th Report On Video Competition. U.S. Federal Communications Commission. 22 липня 2013. Архів оригіналу за 15 березня 2014. Процитовано 7 березня 2014. Announcement of release Report.
- User Interface Holds the Key to OTT Success. Pay OTT TV. 11 березня 2011. Архів оригіналу за 18 червня 2011. Процитовано 21 березня 2016.